# Georges Florian
Pour les articles homonymes, voir Florian.
Georges Florian (Gheorghe Florian en roumain, ou Flórián György en hongrois), né le 2 avril 1894 à Iojib et mort le 29 juin 1980 à Épinay-sur-Orge, est un peintre roumain de l'École de Nagybánya puis de l'École de Paris.

## Biographie
Georges Florian est né le 2 avril 1894 à Iojib (Józsefháza en hongrois), un village de Transylvanie austro-hongroise, région qui deviendra roumaine après la Première Guerre mondiale. Les Florian appartiendraient à la minorité arménienne de Hongrie.
Élève de l'École des beaux-arts de Budapest, Florian a exposé deux paysages à la Maison des artistes (Művészház) de la capitale hongroise en septembre 1913. Il poursuivit sa formation entre 1914 et 1915 puis entre 1918 et 1922 sous la direction de János Thorma au sein de la colonie de peintres de Nagybánya (nom hongrois de Baia Mare), dont il devint l'un des membres. Il se forma également à Bucarest en 1920-1921. Il exposa ses œuvres à Arad (1923), Baia Mare (1924) et Satu Mare (1925). À cette époque, son art, centré sur les paysages locaux, évoluait entre le postimpressionnisme et l'influence stylistique de Sándor Ziffer.
Dès 1926, Florian émigra à Paris, où il habita tout d'abord au no 8 de la rue de l'Ancienne-Comédie (6e arrondissement), avant de se fixer dans le quartier du Montparnasse (14e arrondissement), haut lieu artistique des années folles, d'abord au no 29 de la rue Campagne-Première (1927) puis au no 58 de la rue Daguerre (1928) et enfin au no 102 du boulevard du Montparnasse (1931). Aspirant à « créer un art moderne classique », Florian dessinait et peignait à cette époque des portraits et des nus se rapprochant de différents courants autour de l'expressionnisme ou faisant écho à la Nouvelle objectivité d'outre-Rhin.
En 1926, Georges Florian exposa un tableau et deux dessins au Salon des artistes français. Il exposa également au Salon d'Automne. À partir de 1927, il devint l'un des contributeurs réguliers du Salon des indépendants, où il exposa des toiles et des dessins pendant plus de trois décennies. En 1929, une première exposition parisienne lui fut consacrée par la galerie Bernheim-Jeune. La même année, sa participation aux Indépendants, où il exposa deux dessins inspirés de la pièce Maya de Simon Gantillon (une représentation de la prostituée éponyme ainsi qu'un portrait de l'acteur Habib Benglia dans le rôle de l'hindou), lui valut un paragraphe élogieux dans la Revue du vrai et du beau. Dès cette époque, il cultiva une image de Montparno excentrique : « C'est Florian, un peintre de talent bien connu au Dôme et à la Rotonde, qui pour mieux se faire remarquer se colle un anneau dans le nez. Mais le dimanche seulement. Rassurez-vous, d'ailleurs, les narines ne sont pas percées. C'est de l'ersatz ». En 1932, dans un article consacré à Un Américain à Paris, Charles Trenet imagina les tribulations du héros de Gershwin, que l'on « trimballe à Montparnasse » pour y rencontrer, entre autres, « les amis d'Espinouze » et « le peintre Florian en cothurnes ».
Au Salon des indépendants de 1930, où il présenta une Salomé comportant de vrais cheveux, Florian fit scandale avec un autoportrait nu, intitulé Jour de fête, qui comportait également de vrais poils. Jugé indécent, ce tableau fut décroché par la police à la suite de l'intervention du journaliste Maurice Hamel auprès du préfet de police, Jean Chiappe. En guise de pied de nez à ce journaliste, Florian lui envoya quelques semaines plus tard le catalogue d'une exposition privée, organisée au profit des sinistrés du Midi, où l'autoportrait censuré était présenté. Hamel se fendit alors d'une lettre ouverte à Chappe pour réclamer l'interdiction de l'exposition ainsi que des poursuites à l'encontre de Florian, en traitant ce dernier de « métèque », de « triste barbouilleur » et de « répugnant personnage, fantoche de Montparnasse et Roumain familier des boîtes de nuit ». L'année suivante, un autre nu, féminin cette-fois-ci et intitulé L'Abandon du sommeil de l'innocence, fut censuré de la même manière au Salon des indépendants de 1931.
En 1931, Florian fut l'un des figurants du film Rive gauche d'Alexander Korda,.

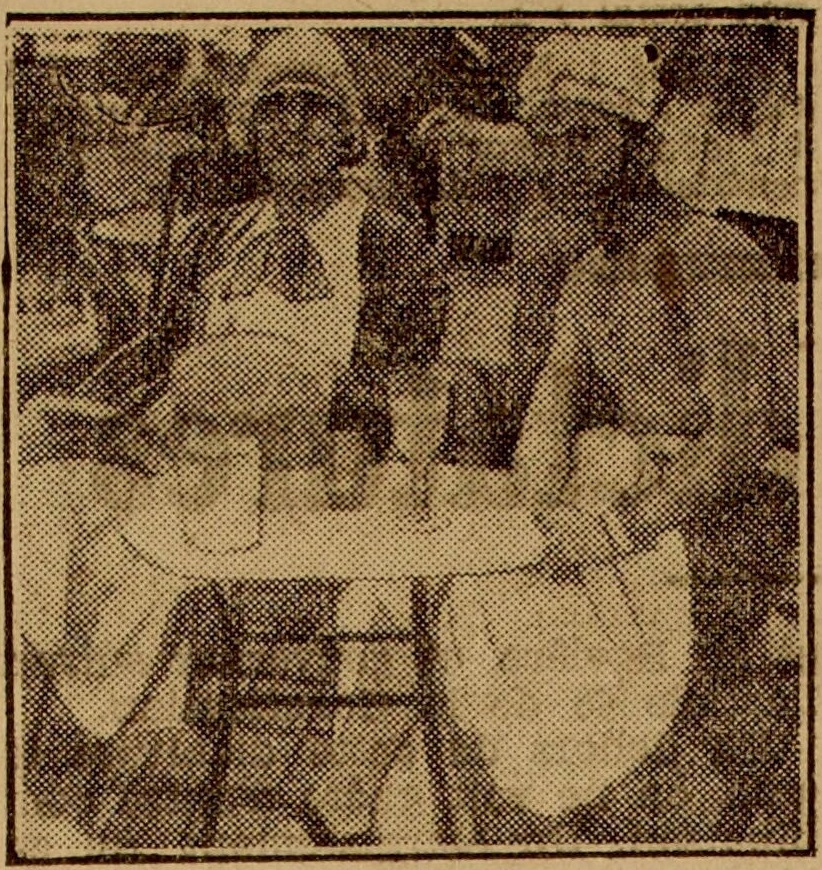
Mistinguett et Florian à Deauville (Paris-Midi, 25 avril 1932)

En 1932, Florian quitta Montparnasse pour Auteuil et s'installa au no 35 de la rue Le Marois (16e arrondissement), où ses invités pouvaient découvrir ou redécouvrir ses nus les plus audacieux. Devant l'un d'eux, un nu féminin qui « plongeait au vif du sujet », l'actrice Marguerite Moreno se serait exclamée devant le peintre : « Vous ne m'aviez pas dit, cher ami, que vous étiez aussi un peintre d'intérieur ! » Parmi les autres personnalités invitées par Florian à cette époque, on compte André de Fouquières, Michel Simon, Gaby Morlay, Damia ou encore Alice Cocéa.
L'année suivante, Florian passa un accord verbal avec le concierge d'un immeuble voisin pour y louer deux caves afin d'y stocker certaines de ses toiles qui encombraient son atelier. Absent de Paris pendant l'exode de 1940, il eut la mauvaise surprise, quelque temps plus tard, de découvrir que le concierge était mort depuis plusieurs mois et que son successeur, qui n'avait pas été informé de cette location irrégulière, avait vidé les caves et détruit les tableaux.
Au début de l'Occupation, Florian quitta Auteuil pour s'installer durablement au no 145 du boulevard Saint-Germain (6e arrondissement). En novembre 1941, il fut gravement blessé lors d'une collision, rue de la Convention. Souffrant d'une fracture du rocher causée par sa chute, il fut soigné à l'Hôpital Boucicaut. Pendant la guerre, il rendait souvent visite à son ami Kees van Dongen, qui lui procurait des vivres.

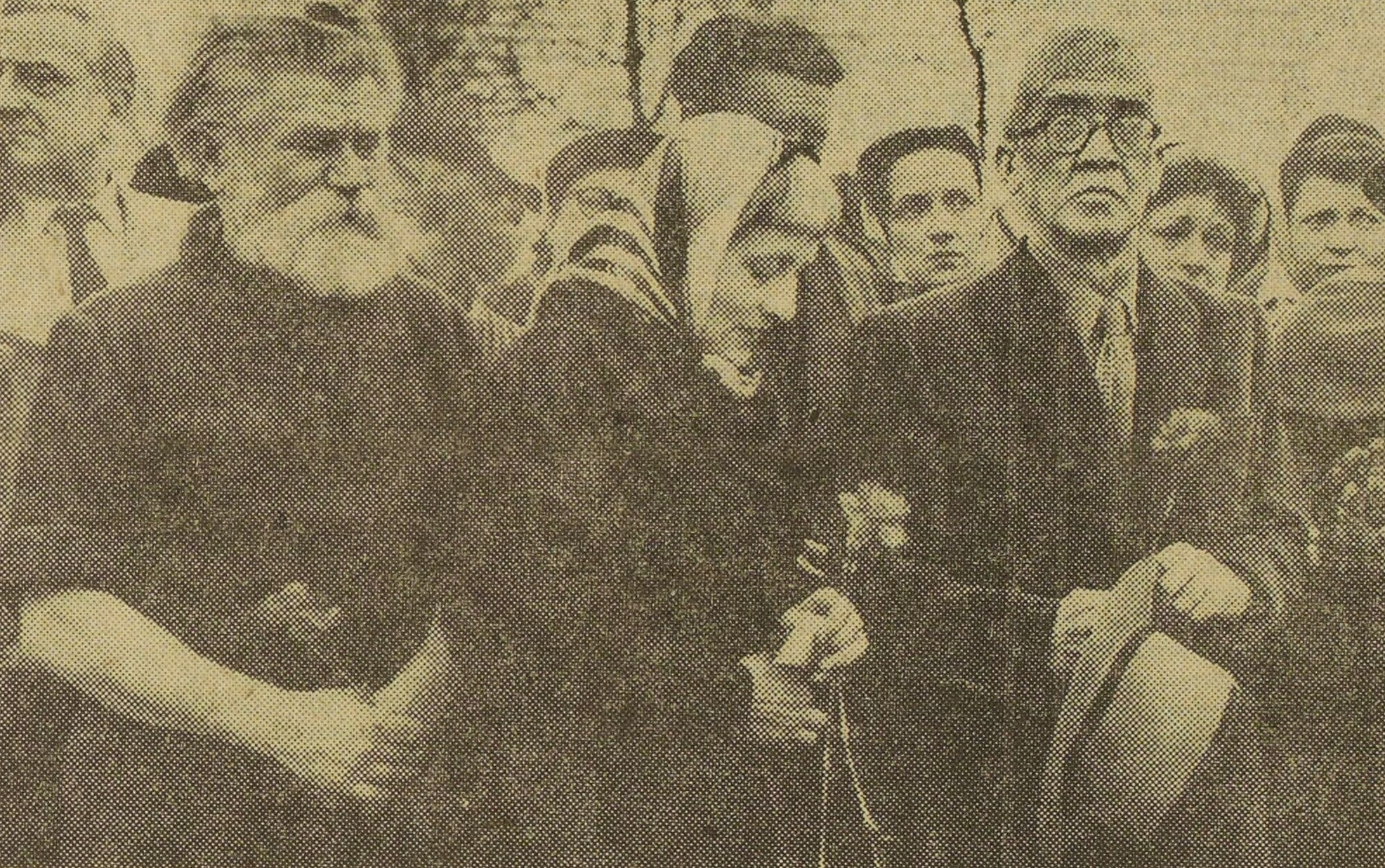
Florian, Thérèse Treize et Foujita à l'enterrement de Kiki de Montparnasse (1953).

En mars 1953, Florian comptait parmi les nombreuses personnalités françaises à s'être rendues à l'ambassade soviétique, rue de Grenelle, afin d'y exprimer leurs condoléances après la mort du dictateur Joseph Staline. Le 27 du même mois, Florian figurait au premier rang, aux côtés de son ami Tsugouharu Foujita, lors de l'enterrement de Kiki de Montparnasse au cimetière parisien de Thiais.
À la fin de sa vie, Florian, retraité, vivait au no 46 de la rue de Verneuil (7e arrondissement). Il mourut le 29 juin 1980 à l'hôpital de Vaucluse, à Épinay-sur-Orge.